# رادوسلاف كيريلوف
رادوسلاف كيريلوف (بالبلغارية: Радослав Кирилов)‏ هو لاعب كرة قدم بلغاري في مركز الهجوم، ولد في 29 يونيو 1992 في Simitli Municipality ‏ في بلغاريا. شارك مع منتخب بلغاريا تحت 19 سنة لكرة القدم ومنتخب بلغاريا تحت 21 سنة لكرة القدم ومنتخب بلغاريا لكرة القدم. أما مع النوادي، فقد لعب مع كييفو فيرونا ونادي ريميني ونادي فينيزيا ونادي كاربي ونادي كريمونيسي ونادي لوميتساني.

## وصلات خارجية
- رادوسلاف كيريلوف على موقع الاتحاد الأوربي (الإنجليزية)
- رادوسلاف كيريلوف على موقع قاعدة بيانات كرة القدم.إي يو (الإنجليزية)
- رادوسلاف كيريلوف على موقع Soccerway.com (الإنجليزية)
- رادوسلاف كيريلوف على موقع عالم كرة القدم.نت (الإنجليزية)
- رادوسلاف كيريلوف على موقع AS.com (الإسبانية)